# Ланц, Петер
Петер Ланц (нем. Peter Lanz; род. 27 мая, 1930) — немецкий архитектор.

## Биография
Петер Ланц, родился в Берлине-Шарлоттенбурге в семье юристов, изучал архитектуру в Мюнхене с 1951 года. Сначала он работал в Сен-Руфе и изучал архитектуру в Техническом университете Мюнхена.
Петер Ланц был членом Баварского Сената (1986—2000), Мюнхенской городской проектной комиссии, а также членом Совета Баварской палаты архитекторов. С 1992 по 2002 год Ланц был президентом Ассоциации свободных профессий в Баварии, с 2003 года является их почетным президентом.
Помимо нескольких призов BDA, здания Петра Ланца четырежды были награждены премиями за хорошее жилищное строительство в Мюнхене. Большое количество его зданий внесли свой вклад в развитие городского пейзажа города. Большое внимание было привлечено его зданиями вовремя Олимпийских игр 1972 года.
Петер женат на княгине Инге фон Вреде-Ланц (нем. Inge Fuerstin von Wrede-Lanz), у них четверо детей.

## Сооружения

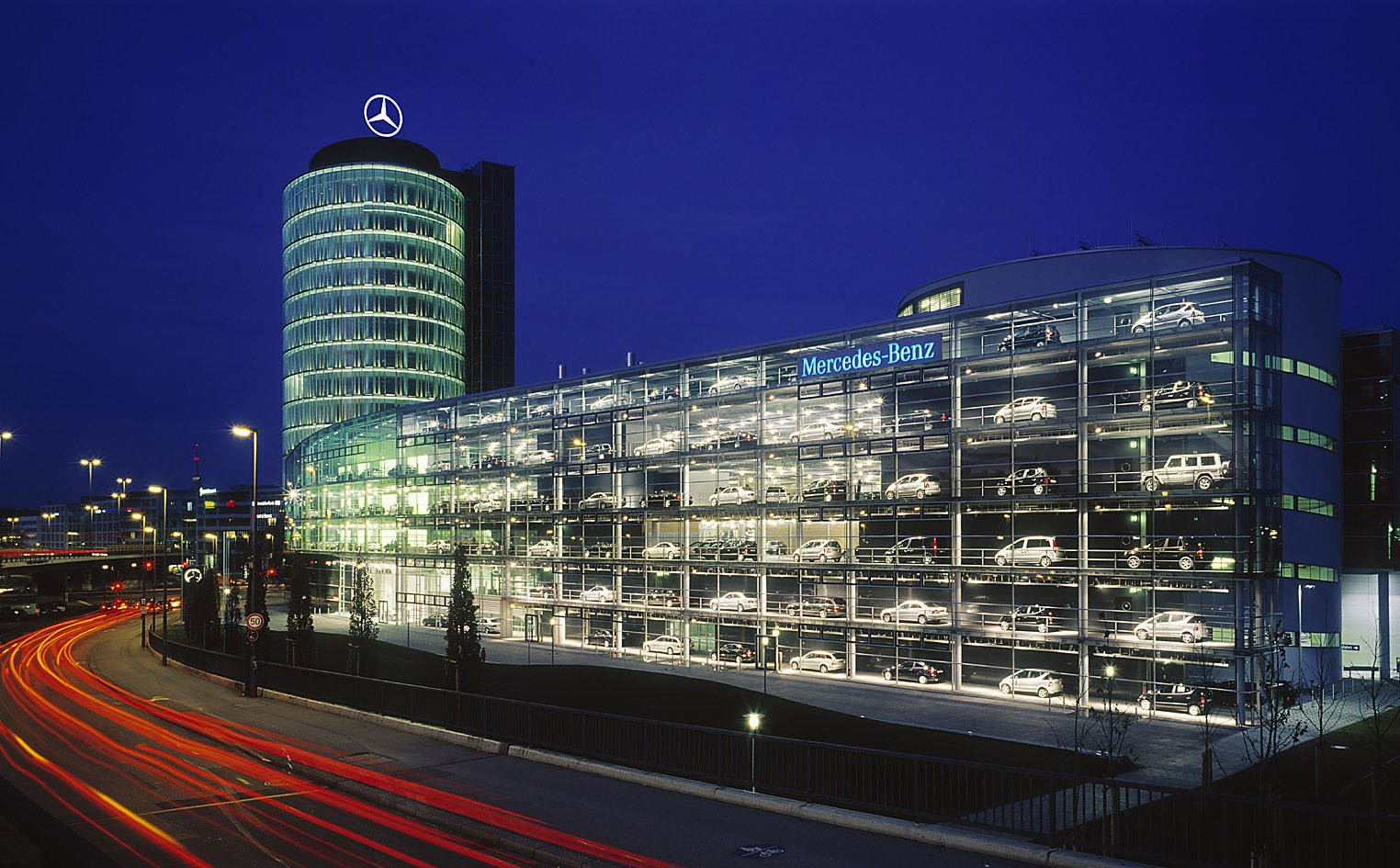